# František Vojtek
František Vojtek (4. října 1911 Tovačov – 22. července 1981 Věrovany) byl český katolický kněz, jezuita, filozof, spisovatel.

## Život
Na kněze byl vysvěcen v roce 1939. V roce 1924 začal studovat řádové gymnázium na Velehradě. V roce 1930 vstoupil do řádu. Po dvouletém noviciátu v roce 1932 šel dostudovat gymnázium do Prahy, kde v roce 1933 s vyznamenáním maturoval. Na filosofická studia byl poslán do Pullachu u Mnichova, na teologii do Maastrichtu v Holandsku. Po třetím ročníku byl dne 15. 8. 1939 vysvěcen na kněze. Teologická studia skončil v roce 1940 a zůstal v Holandsku a dělal doktorát z filosofie. V roce 1942 se však musel z Holandska vrátit do vlasti. Druhý rok těchto speciálních studií konal soukromě v Benešově u Prahy. Teprve po válce mohl obhájit svou doktorskou práci z etiky a byl v Nijmegen promován doktorem filosofie. Od roku 1943 vyučoval filosofii na jezuitském filosofickém ústavu, který tehdy byl na Velehradě a po válce byl přestěhován do Brna a potom v roce 1947 do Děčína, kde byl P. Vojtek rektorem a profesorem etiky.
V roce 1950 během Akce K, kdy Státní bezpečnost napadla řehole, byl převezen do internačního kláštera Želiv. Tam byl až do konce existence tohoto internačního tábora. Pak byl převezen do Králik, kde pracoval na poli na tamním Státním statku. V r. 1959 byl 7. prosince na Králíkách zatčen a odvezen do vazby v Ostravě, kde se připravoval velký proces s jezuity pod názvem "Zgarbík a spol". 7. 3. 1960 byl vynesen rozsudek, který pro Františka Vojtka byl na 12 roků nepodmíněného trestu. Po odsouzení se dostal do věznice ve Valdicích, kde pracoval na broušení skla. Na svobodu byl propuštěn až v květnu 1968 (nebyl mezi amnestovanými v r. 1962, ani v roce 1965). Celkem byl vězněn 18 let. Z toho 9 a půl roku bez soudu v lágrech /Želiv a Králíky/ pro řeholníky a 8 a půl roku v soudní vazbě a výkonu trestu /Valdice/.
Po propuštění na svobodu žil v domově důchodců v Děčíně na Kamenické ul. Na půl úvazku byl zaměstnancem sester (OSF) jako jejich duchovní a na půl úvazku pracoval v domově důchodců jako účetní. V roce 1970 se dostal do Vnorov jako administrátor fary a představený malé komunity (P. Pilík Jaroslav a Fr. Juřica). Ale v r. 1972 státní správa trvala na tom, aby Otec Vojtek odešel do důchodu. Šel do svých rodných Věrovan k svobodné sestře, která byla na rodné chalupě, kde mohl sloužit mši sv. pro sestry. Pustil se do vypracování celé filosofie v českém jazyce. Tak udělal Logiku minor, Ontologii, Kritiku, Psychologii, Kosmologii, Etiku. Napsal také menší spisek "O dialektickém materialismu" a studii o Pierre Teilhard de Chardin (samizdat). Původní samizdaty – příručky filosofie – byly pak vydány v r. 1991 Maticí Cyrilometodějskou v Olomouci.
Zemřel po vážné nemoci (rakovina) 22. července 1981 a je pohřben ve Věrovanech.

## Z díla
- Etika, 1990, 3. vyd. 1995,
- O dialektickém materialismu, 1990,
- Úvod do filosofie, 1990, 3. vyd. 1995,
- Logica minor, 1990, 3. vyd. 1995,
- Kritika, 1990, 3. vyd. 1993,
- Psychologie, 1990, 2. vyd. 1993,
- Kosmologie, 1990, 2. vyd. 1994,
- Cesty k Teilhardovi de Chardin, 1996.